# Rouelles
Pour les articles homonymes, voir Rouelle.
Rouelles est une commune française située dans le département de la Haute-Marne, en région Grand Est.

## Géographie
Rouelles est une commune rural situé à l'ouest de la Haute-Marne dans la région du Barrois.
Le village se situe dans le parc national des forêts. La grande-ville la plus proche est Auberive à 3 km à vol d'oiseau.

### Localisation
Rouelles se situe à 30 km au sud-ouest de Langres et à 35 km de Chaumont, la préfecture.
| Bay-sur-Aube | Vitry-en-Montagne |  |
| Germaines    | Rouelles          |  |
|              | Auberive          |  |

Communes les plus proches à vol d'oiseau:
- Vitry-en-Montagne: 2,4 km
- Bay-sur-Aube: 2,7 km
- Auberive: 3 km
- Chameroy: 4,3 km
- Germaines: 4,4 km
- Aulnoy-sur-Aube: 5,3 km

### Géologie et relief
Le relief autour de Rouelles est vallonné.

### Paysages
Le paysage autour du village se caractérise par ces collines boisés et ses champs. Le village est situé, comme ses voisins, dans le creux  formé par le cours d'eau qui traverse l'endroit, en l'occurrence, le Ruisseau de Rouelles.

### Hydrographie
La commune est dans la région hydrographique « la Seine de sa source au confluent de l'Oise (exclu) » au sein du bassin Seine-Normandie. Elle est drainée par l'Aube et le ruisseau de Rouelles,.
L'Aube, d'une longueur de 249 km, prend sa source dans la commune d'Auberive et se jette  dans la Seine à Marcilly-sur-Seine, après avoir traversé 82 communes. Les caractéristiques hydrologiques de l'Aube sont données par la station hydrologique située sur la commune d'Auberive. Le débit moyen mensuel est de 0,603 m3/s. Le débit moyen journalier maximum est de 20,2 m3/s, atteint lors de la crue du 23 janvier 2018. Le débit instantané maximal est quant à lui de 24,5 m3/s, atteint le 22 janvier 2018.

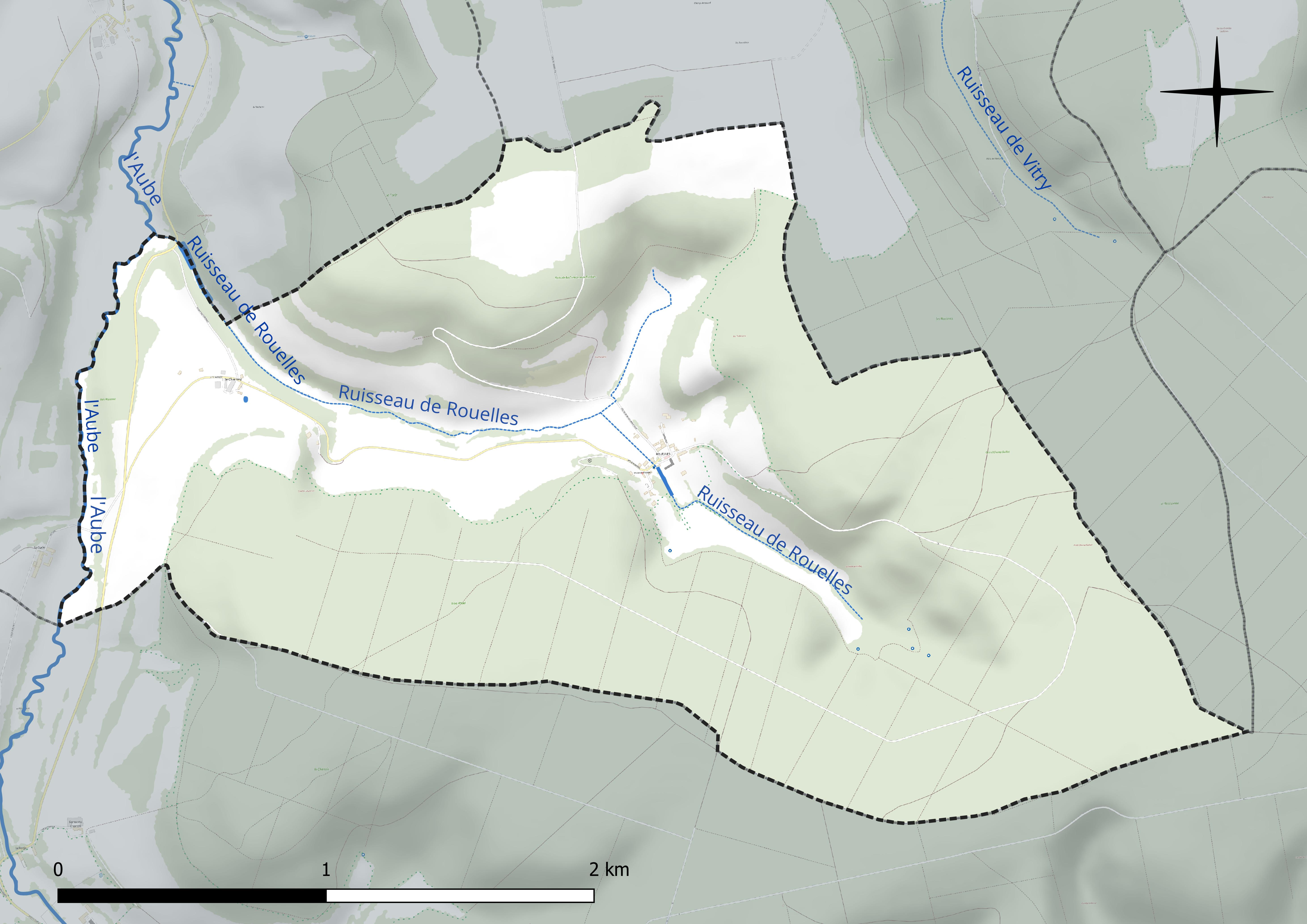
Réseau hydrographique de Rouelles.

### Climat
Pour des articles plus généraux, voir Climat du Grand Est et Climat de la Haute-Marne.
En 2010, le climat de la commune est de type climat des marges montargnardes, selon une étude du Centre national de la recherche scientifique s'appuyant sur une série de données couvrant la période 1971-2000. En 2020, Météo-France publie une typologie des climats de la France métropolitaine dans laquelle la commune est exposée à un climat océanique altéré et est dans la région climatique  Lorraine, plateau de Langres, Morvan, caractérisée par un hiver rude (1,5 °C), des vents modérés et des brouillards fréquents en automne et hiver. 
Pour la période 1971-2000, la température annuelle moyenne est de 9,9 °C, avec une amplitude thermique annuelle de 17 °C. Le cumul annuel moyen de précipitations est de 976 mm, avec 13,4 jours de précipitations en janvier et 8,6 jours en juillet. Pour la période 1991-2020, la température moyenne annuelle observée sur la station météorologique de Météo-France la plus proche, « Auberive_sapc », sur la commune d'Auberive à 3 km à vol d'oiseau, est de 9,7 °C et le cumul annuel moyen de précipitations est de 943,1 mm. 
La température maximale relevée sur cette station est de 39,3 °C, atteinte le 25 juillet 2019 ; la température minimale est de −22,6 °C, atteinte le 20 décembre 2009,,. 
Les paramètres climatiques de la commune ont été estimés pour le milieu du siècle (2041-2070) selon différents scénarios d'émission de gaz à effet de serre à partir des nouvelles projections climatiques de référence DRIAS-2020. Ils sont consultables sur un site dédié publié par Météo-France en novembre 2022.

## Urbanisme

### Typologie
Au 1er janvier 2024, Rouelles est catégorisée commune rurale à habitat très dispersé, selon la nouvelle grille communale de densité à sept niveaux définie par l'Insee en 2022.
Elle est située hors unité urbaine et hors attraction des villes,.

### Occupation des sols
L'occupation des sols de la commune, telle qu'elle ressort de la base de données européenne d’occupation biophysique des sols Corine Land Cover (CLC), est marquée par l'importance des forêts et milieux semi-naturels (69,6 % en 2018), une proportion identique à celle de 1990 (69,6 %). La répartition détaillée en 2018 est la suivante : 
forêts (69,6 %), terres arables (20 %), zones agricoles hétérogènes (9,3 %), prairies (1,1 %). L'évolution de l’occupation des sols de la commune et de ses infrastructures peut être observée sur les différentes représentations cartographiques du territoire : la carte de Cassini (XVIIIe siècle), la carte d'état-major (1820-1866) et les cartes ou photos aériennes de l'IGN pour la période actuelle (1950 à aujourd'hui).

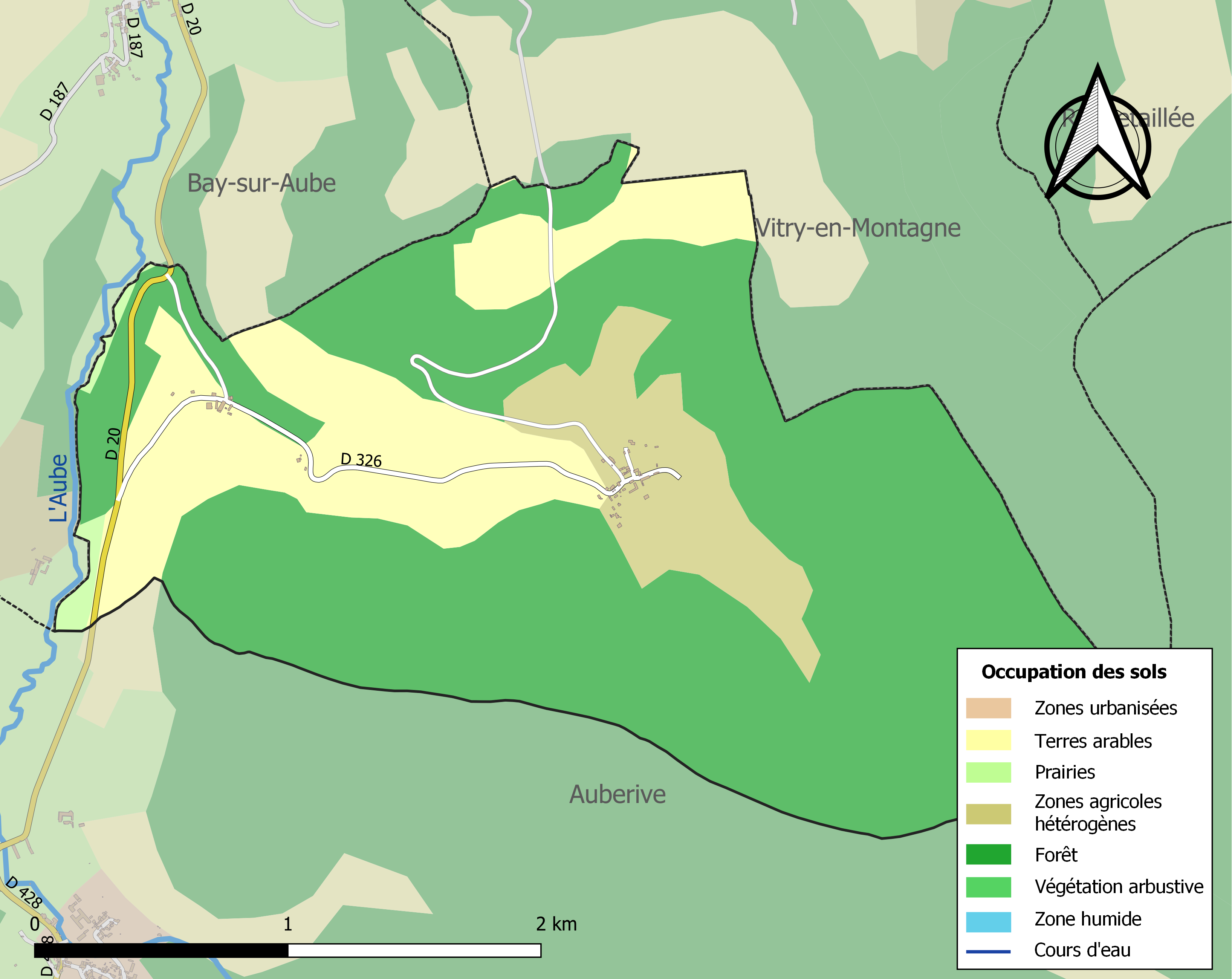
Carte des infrastructures et de l'occupation des sols de la commune en 2018 (CLC).

### Logements
Sur les 23 logements que compte le village, 2 sont vacants et 9 sont des résidences secondaires ou logements occasionnels. 50% des Rouellois ont emménagé il y a plus de 30 ans contre 0% il y a moins de 2 ans.

### Lieux-dits, hameaux et écarts
Le Charmoy est un hameau situé à l’extrémité ouest des limites administratives du village.

### Voies de communication et transports
Rouelles n'est desservi par aucun réseau de transport en commun. Autrefois, la gare la plus proche se situait à Vivey (8 km) mais maintenant, c'est Langres à 20 km.
La D136 est la seul route bitumée pour accéder au village. Il existe aussi une route pour se rendre à Vitry-en-Montagne mais celle-ci n'est bitumée que sur une petite portion.

## Toponymie
Le nom de la localité est mentionné sous les formes Ruelles en 1178 et Roellae en 1219.
Albert Dauzat rapproche Rouelles de Rouellé (Orne, Roellé 1427) qu'il considère comme formé à partir de l'anthroponyme *Roudilla (non attesté) dérivé du nom de personne gaulois Roudos, Roudius, Rudus « Le Rouge », peut-être que Rouelles représente ce nom de personne pris alors de manière absolue. Le même auteur argue du fait qu'un rapprochement avec un dérivé du latin rota « roue » est peu probable, comprendre directement de l'ancien français rüele « petite roue » attesté en 1119 et qui a donné le français moderne rouelle. La forme rüele « petite roue » du XIIe siècle est semblable à rüele « petite rue étroite » mentionnée à la même époque.
Remarque : Le lieu homophone et homographe de Rouelles, nom d'une commune associée et quartier du Havre, a une origine toute différente : anciennement Rodewella 1035, nom anglo-scandinave équivalent des Rothwell britanniques.

## Histoire

### XVIIIesiècle
En 1759, une verrerie fut créée à Rouelles.
Sur l'instigation de Diderot elle servit de modèle pour l’Encyclopédie. Antoine Allut (fils), qui la dirigeait, en décrivit les mécanismes et Louis-Jacques Goussier dessina les planches. Florissante entre 1770 et 1778, les désaccords entre ses promoteurs, l'isolement géographique de l'entreprise et la rude concurrence de la compagnie de Saint-Gobain l'étouffait peu à peu. Après 1798, elle est acquise par Abel François Nicolas Caroillon de Vandeul, gendre de Diderot, et transformée en fabrique de bouteilles et de verre à vitres. Elle disparait définitivement en 1840. Le 3 mai 1776, Jean Julien Nicolas Saaz DELAHAYE, Directeur de la « Manufacture des Glaces de Bourgogne » baptise sa fille Louise Justine Sophie.

## Politique et administration

### Liste des maires
| Période                                  | Période  | Identité      | Étiquette | Qualité |
| ---------------------------------------- | -------- | ------------- | --------- | ------- |
| Les données manquantes sont à compléter. |          |               |           |         |
| mars 2001                                | En cours | Roland Mielle |           |         |

### Élections
Voici les résultats de l'élection présidentielle de 2022:
| Candidat                    | % des voix | Voix |
| --------------------------- | ---------- | ---- |
| Emmanuel Macron (LREM)      | 15,79%     | 3    |
| Marine Le Pen (RN)          | 15,79%     | 3    |
| Jean-Luc Mélenchon (LFI)    | 15,79%     | 3    |
| Valérie Pécresse (LR)       | 26,32%     | 5    |
| Éric Zemmour (REC)          | 10,53%     | 2    |
| Yannick Jadot (EELV)        | 10,53%     | 2    |
| Jean Lassalle (RES)         | 0%         | 0    |
| Philippe Poutou (NPA)       | 0%         | 0    |
| Nathalie Arthaud (LO)       | 0%         | 0    |
| Anne Hidalgo (PS)           | 0%         | 0    |
| Fabien Roussel (PCF)        | 0%         | 0    |
| Nicolas Dupont-Aignan (DLF) | 5,26%      | 1    |

| Candidat               | % des voix | Voix |
| ---------------------- | ---------- | ---- |
| Emmanuel Macron (LREM) | 38,89%     | 7    |
| Marine Le Pen (RN)     | 61,11%     | 11   |

## Population et société

### Démographie
L'évolution du nombre d'habitants est connue à travers les recensements de la population effectués dans la commune depuis 1793. Pour les communes de moins de 10 000 habitants, une enquête de recensement portant sur toute la population est réalisée tous les cinq ans, les populations de référence des années intermédiaires étant quant à elles estimées par interpolation ou extrapolation. Pour la commune, le premier recensement exhaustif entrant dans le cadre du nouveau dispositif a été réalisé en 2005.

En 2022, la commune comptait 25 habitants, en évolution de −3,85 % par rapport à 2016 (Haute-Marne : −4,62 %, France hors Mayotte : +2,11 %).
| 1793 | 1800 | 1806 | 1821 | 1831 | 1836 | 1841 | 1846 | 1851 |
| ---- | ---- | ---- | ---- | ---- | ---- | ---- | ---- | ---- |
| 194  | 190  | 221  | 154  | 263  | 275  | 222  | 165  | 144  |

| 1856 | 1861 | 1866 | 1872 | 1876 | 1881 | 1886 | 1891 | 1896 |
| ---- | ---- | ---- | ---- | ---- | ---- | ---- | ---- | ---- |
| 161  | 198  | 135  | 116  | 125  | 109  | 106  | 86   | 92   |

| 1901 | 1906 | 1911 | 1921 | 1926 | 1931 | 1936 | 1946 | 1954 |
| ---- | ---- | ---- | ---- | ---- | ---- | ---- | ---- | ---- |
| 93   | 87   | 95   | 71   | 70   | 60   | 56   | 72   | 47   |

| 1962 | 1968 | 1975 | 1982 | 1990 | 1999 | 2005 | 2006 | 2010 |
| ---- | ---- | ---- | ---- | ---- | ---- | ---- | ---- | ---- |
| 50   | 37   | 29   | 20   | 23   | 27   | 31   | 33   | 37   |

| 2015 | 2020 | 2022 | - | - | - | - | - | - |
| ---- | ---- | ---- | - | - | - | - | - | - |
| 27   | 25   | 25   | - | - | - | - | - | - |

### Manifestations culturelles et festivités
Le village possède une salle des fêtes.

## Économie
Le village vit principalement de l'exploitation agricole.
77,8% des Rouellois sont actifs et ont un emploi contre 22,2% d’inactifs. Le village ne compte aucun chômeur.

## Culture locale et patrimoine

### Lieux et monuments
- L'église paroissiale Notre-Dame-de-l'Assomption[25].
- Le lavoir
- Le Calvaire

### Personnalités liées à la commune
- Mercedes Núñez Targa (1911-1986), résistante républicaine espagnole, déportée à Ravensbrück[26].

## Photos du village

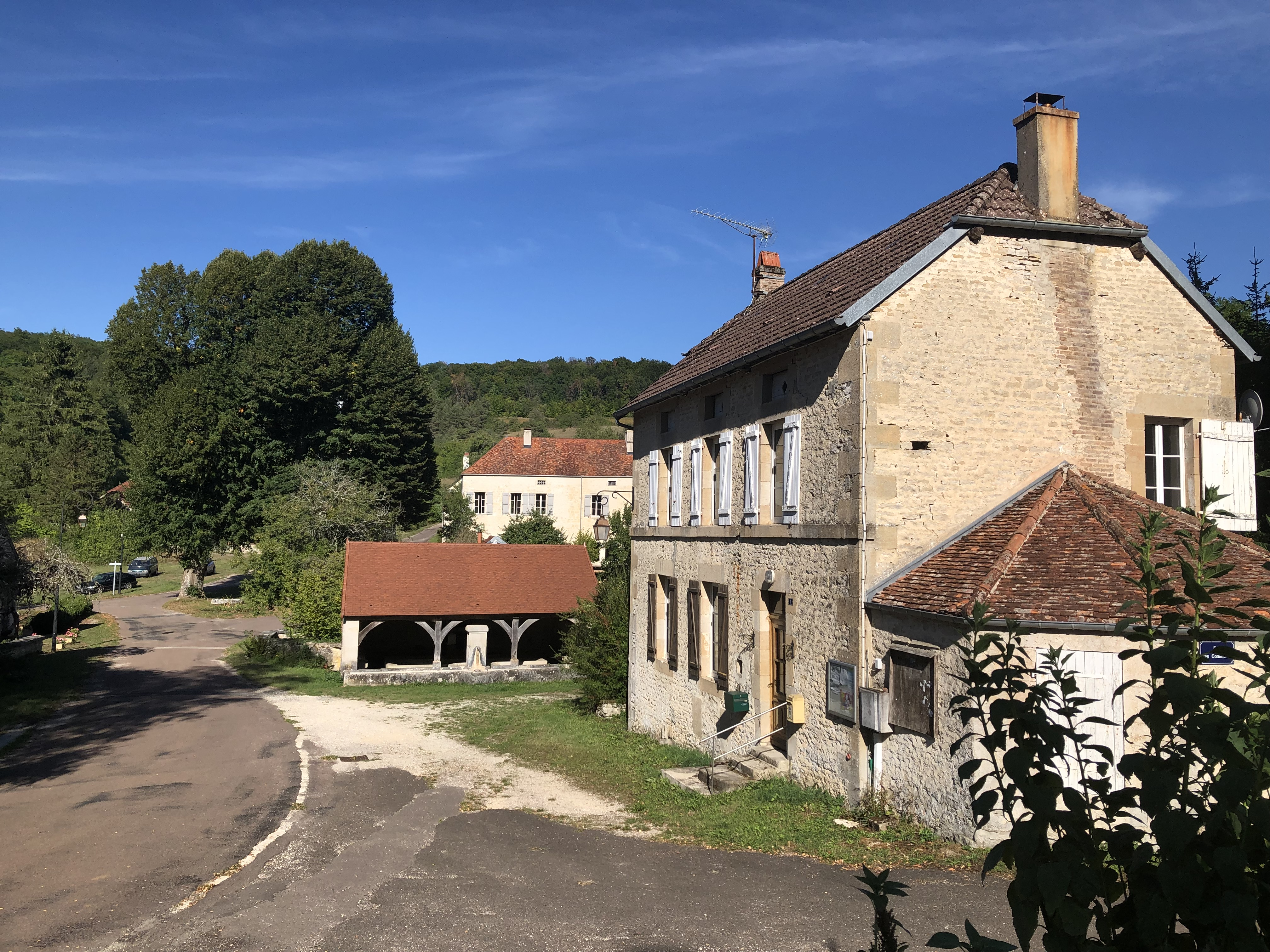
Lavoir de Rouelles en Août 2022
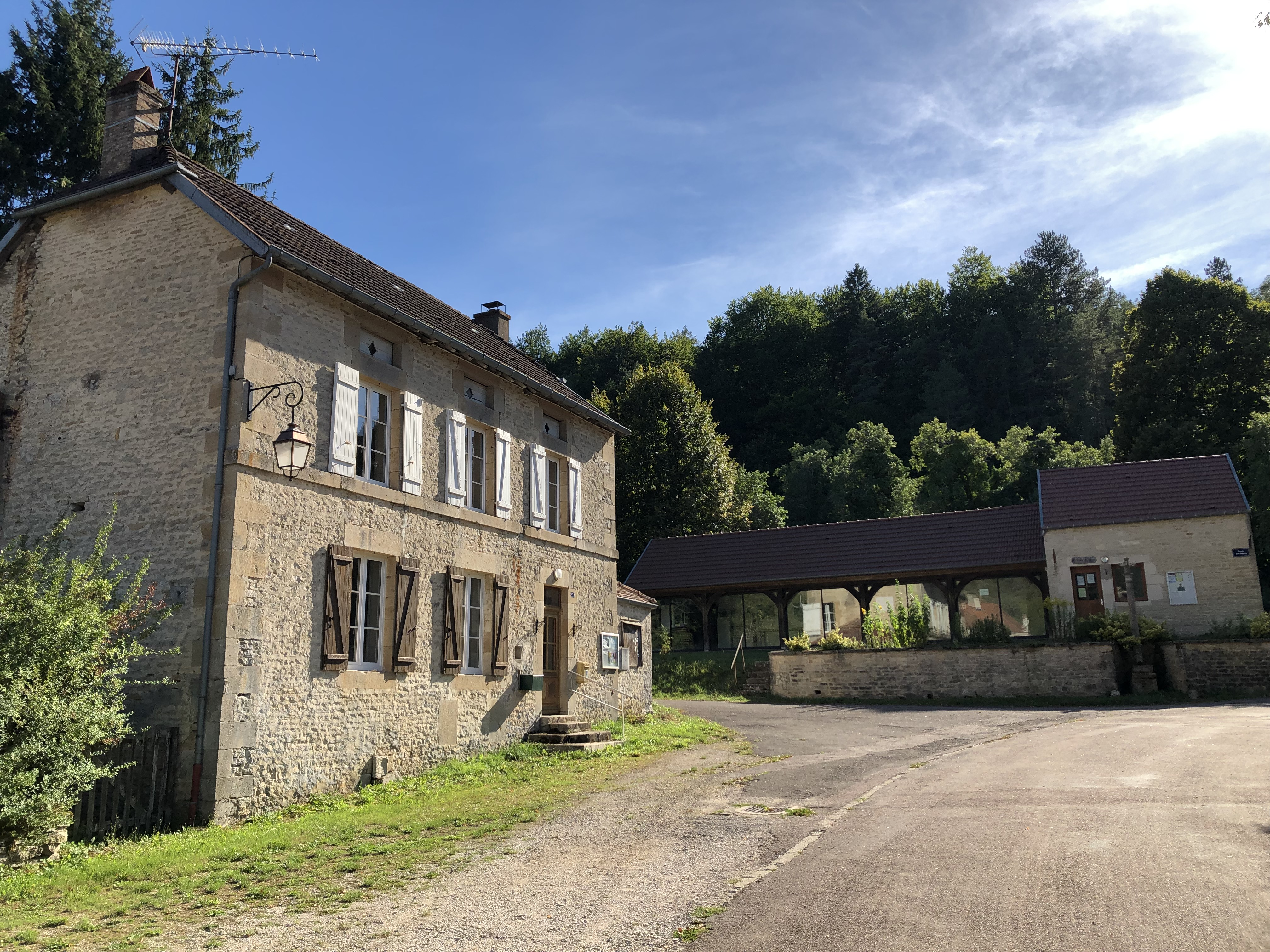
Vue de la Mairie de Rouelles en Août 2022
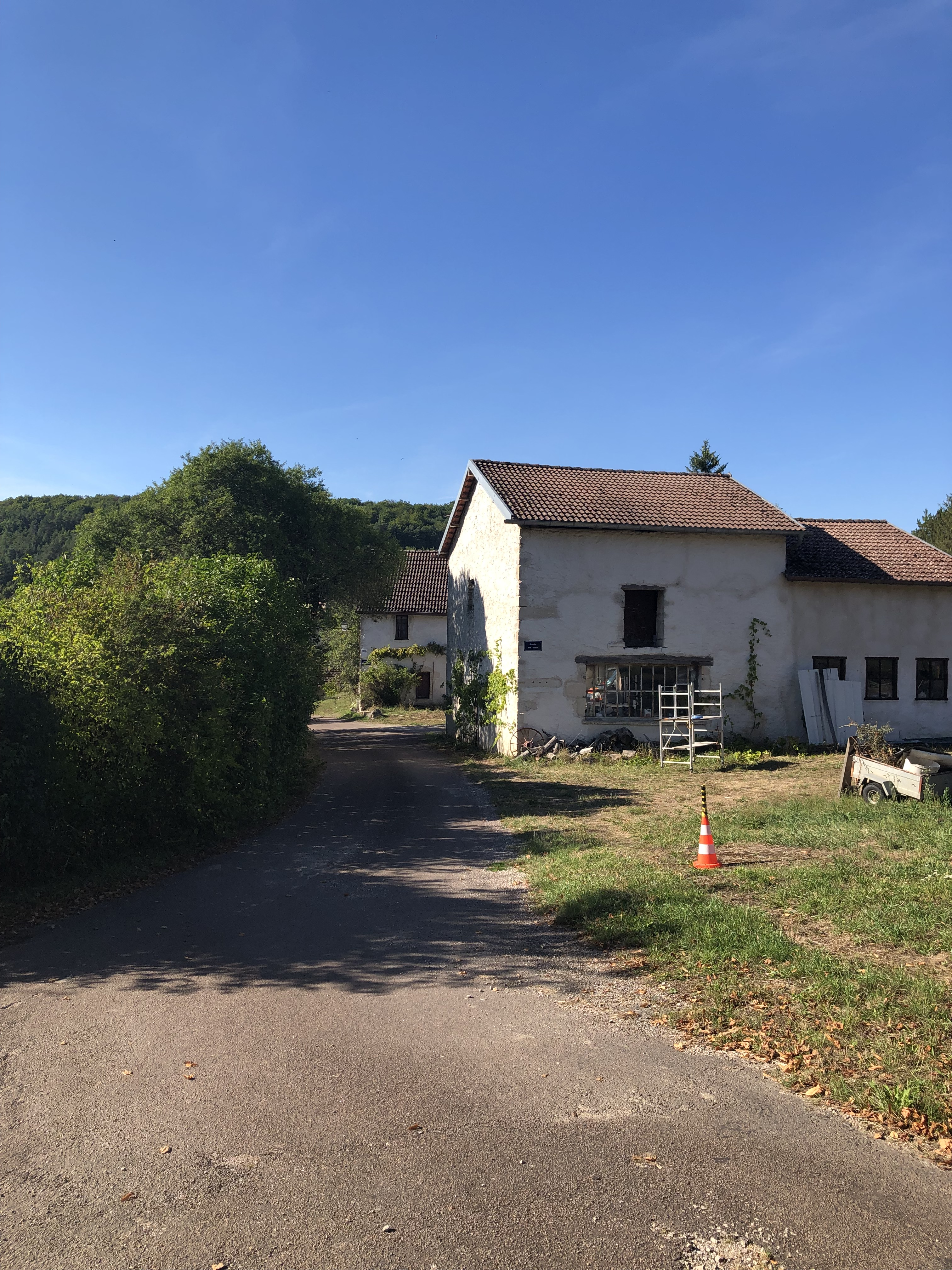
Route en direction de Vitry-en-Montagne.
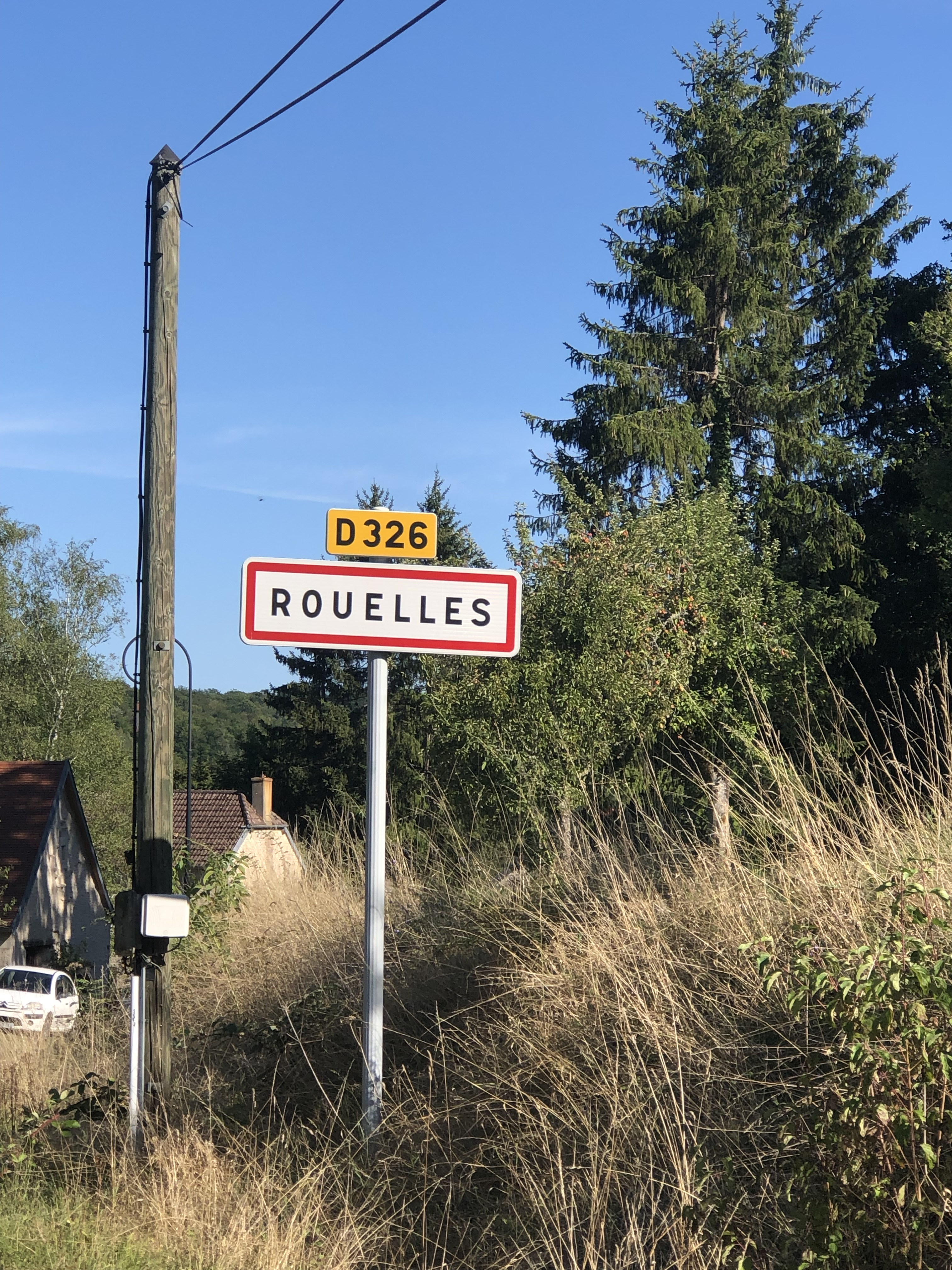
Panneau indiquant l'entrée dans le village de Rouelles (Août 2022)